# Monster Energy NASCAR Cup Series 2019

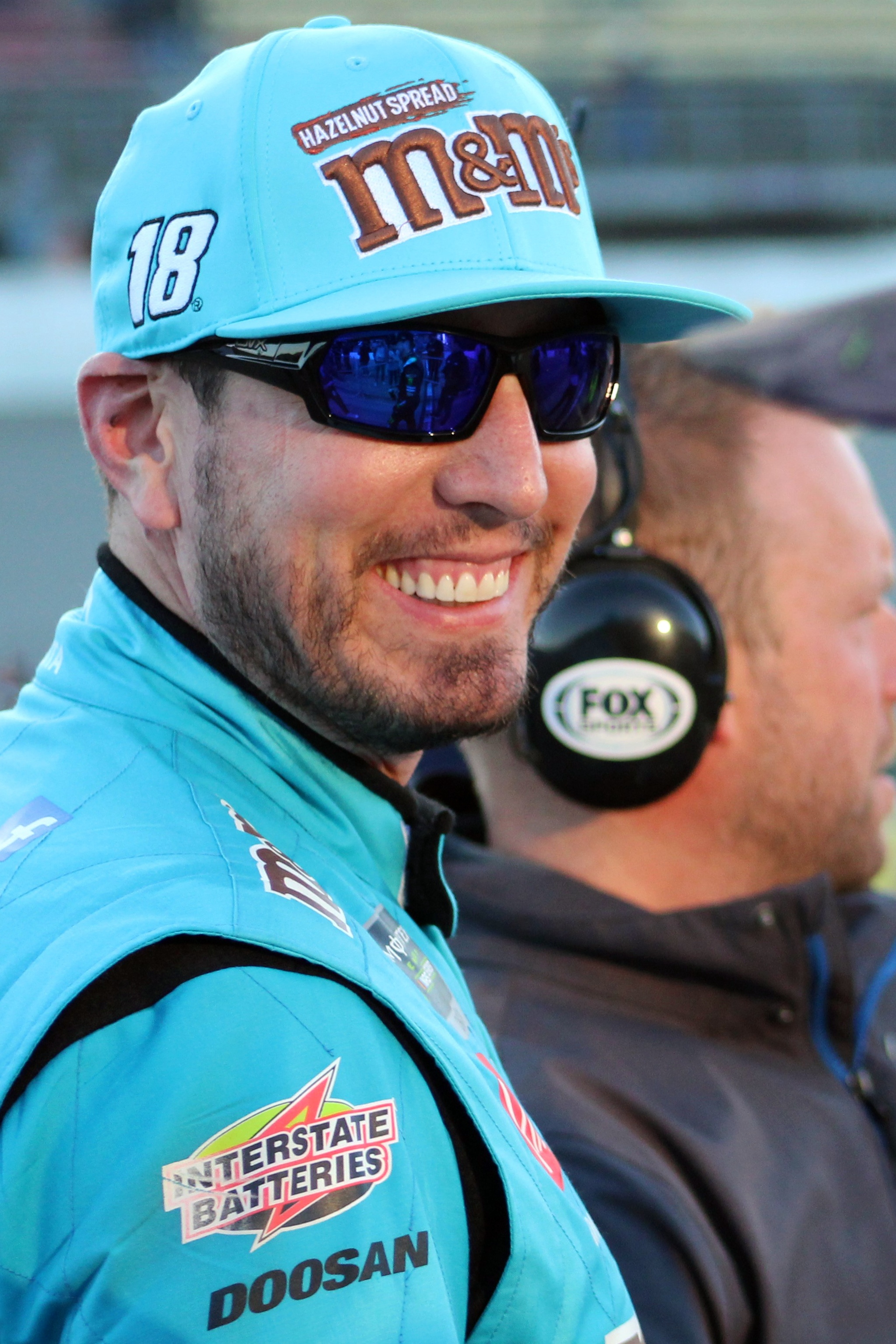
Kyle Busch, il campione 2019 e il campione della stagione regolare 2019.

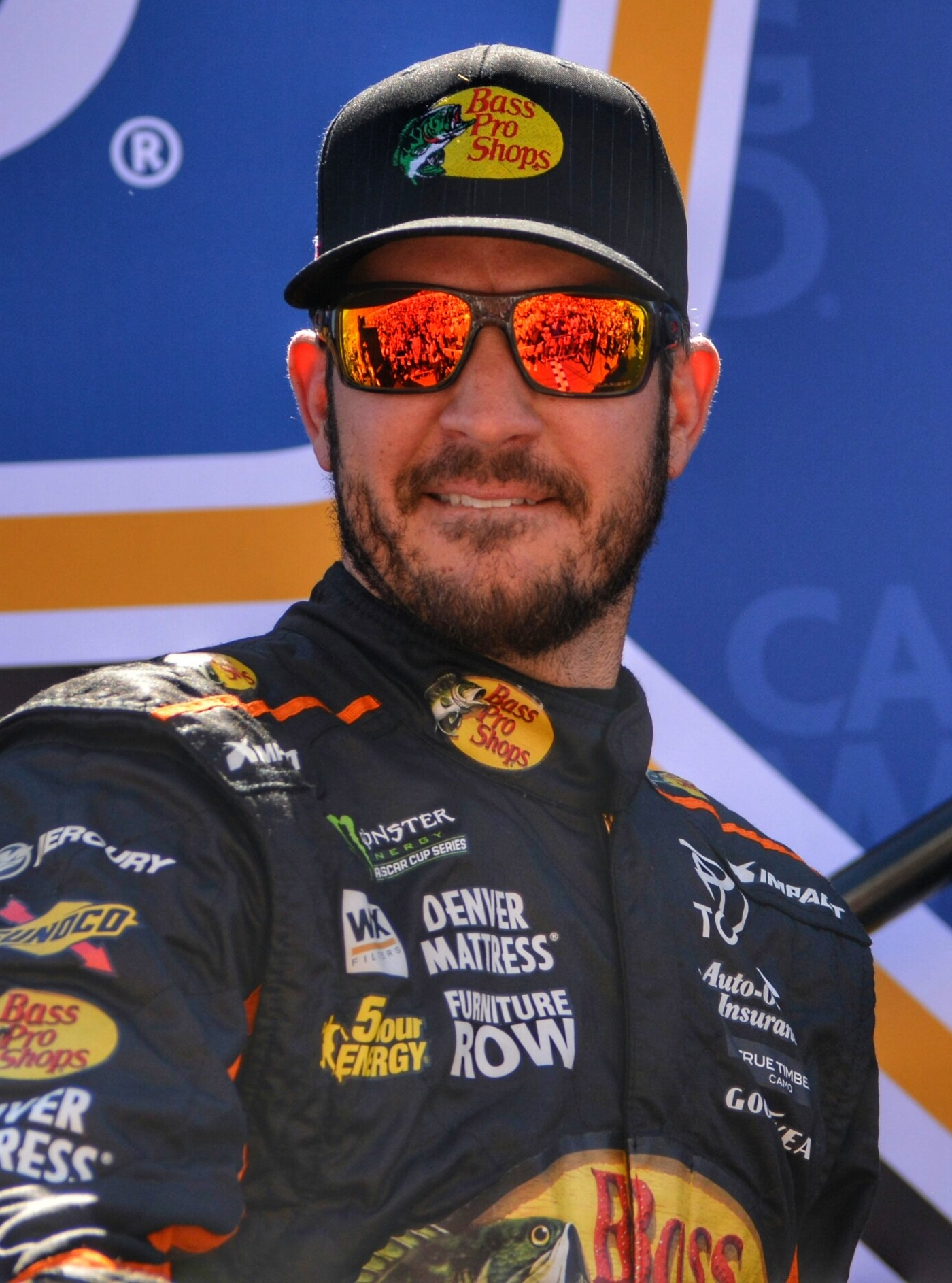
Martin Truex Jr., finito 5 punti dietro Kyle Busch al secondo posto.

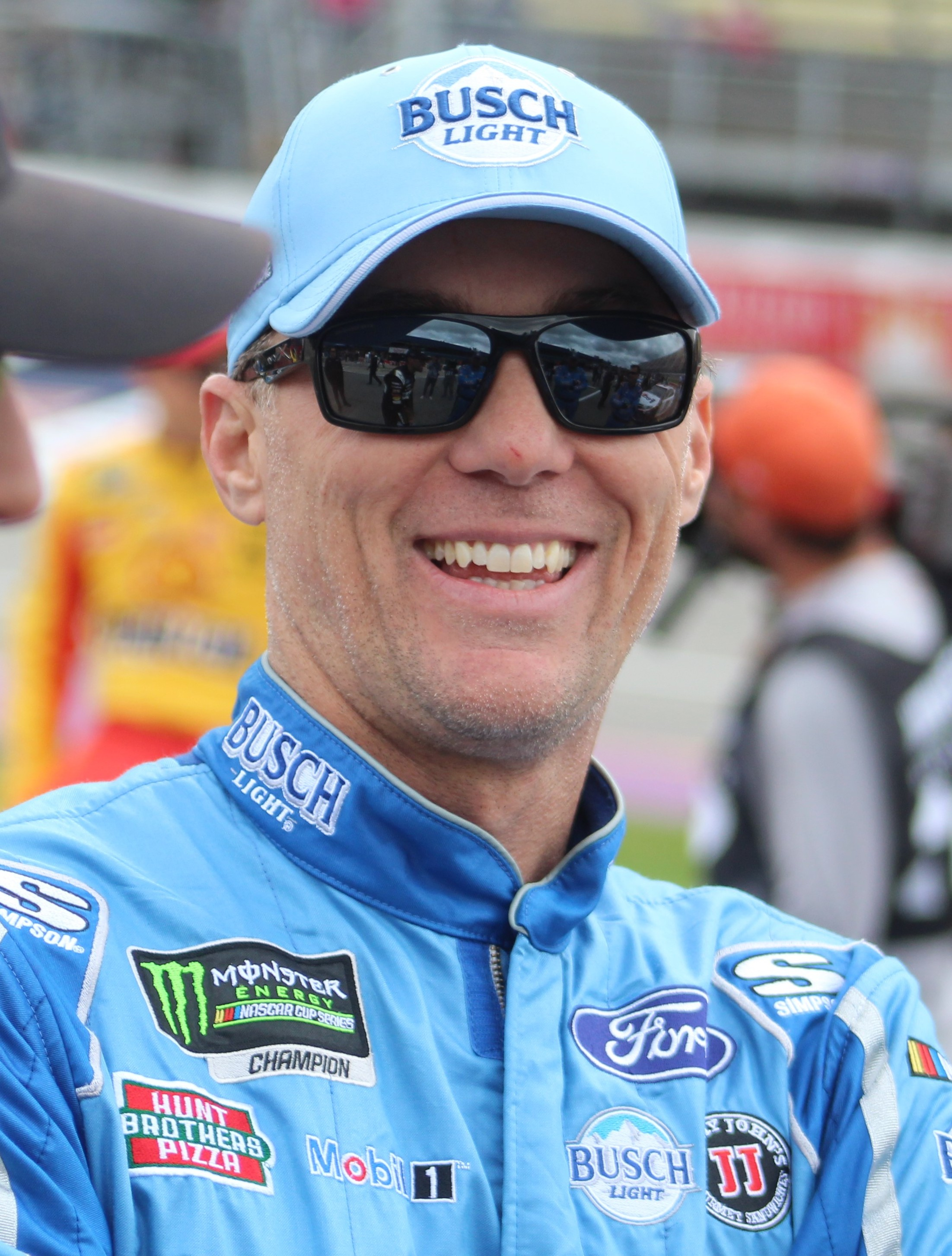
Kevin Harvick, finito 7 punti dietro Kyle Busch al terzo posto.

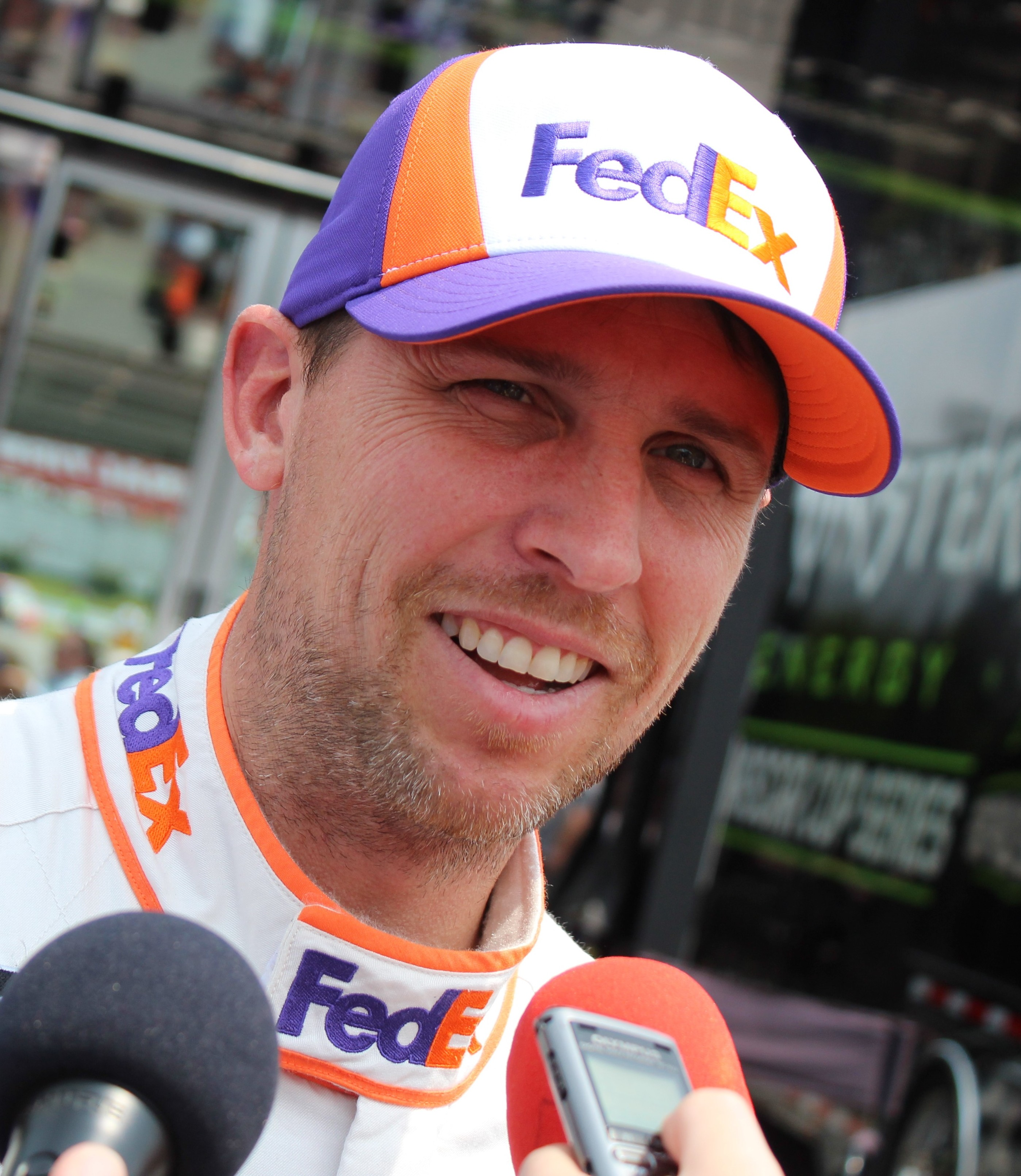
Denny Hamlin, finito 13 punti dietro Kyle Busch al quarto posto.

La NASCAR Sprint Cup Series 2019 è stata la 71ª edizione del campionato professionale NASCAR di stock car. Il campionato è cominciato il 10 febbraio 2019 con la disputa dell'Advance Auto Parts Clash, le successive gare di qualifica Gander RV Duel e la disputa della 61ª edizione della Daytona 500 a Daytona (Florida). La stagione regolare è finita l'8 settembre 2019 con la Big Machine Vodka 400 at the Brickyard a Indianapolis (Indiana). Successivamente si sono disputati i playoff che si sono conclusi il 17 novembre 2019 con la Ford Ecoboost 400 a Homestead (Florida).
La stagione 2019 è stata la prima stagione in cui la Ford ha messo in pista la Mustang GT al posto della Fusion.

## Regolamento e aspetti tecnici

### Assegnazione punti[2]
- Secondo il sistema istituito nel 2016, gli eventi della serie principale della NASCAR possono avere fino a 40 auto sul tracciato. La posizione al termine della gara fa guadagnare punti al pilota, da un massimo di 40 punti al pilota che termina per primo, fino a un punto per il pilota che termina al 40º posto. Questi punti si accumulano nel corso di una stagione e determinano la classifica del pilota.
- I piloti possono guadagnare punti attraverso le loro prestazioni nello Stage 1 e Stage 2. I piloti classificati dal primo al decimo posto alla conclusione degli Stage riceveranno punti, a partire da 10 punti per il primo posto, nove punti per il secondo posto, fino a un punto per il decimo posto. I punti guadagnati in queste fasi vengono quindi aggiunti a ciò che i piloti guadagnano con la loro posizione a fine gara, la somma di questi punti stabilisce i risultati completi della gara.
- I punti vengono accumulati su ciascuna delle 36 gare. C'è un reset per i 16 piloti nei playoff dopo il finale di stagione regolare a Indianapolis, la ventiseiesima gara della stagione. I punti sono azzerati nella post-season dopo il completamento di ogni set di tre gare.
- Inoltre, un pilota può guadagnare punti playoff bonus in questo modo:
  - Cinque punti per il pilota vincitore
  - Un punto bonus per il pilota che vince lo Stage 1 e / o lo Stage 2 in ogni evento
  - Questi punti vengono aggiunti al totale di un pilota una volta iniziata la post-season. I punti di playoff accumulati vengono mantenuti all'inizio del Round di 16, Round di 12 e Round di 8.
- Altri elementi chiave:
  - Il pilota che inizia la gara riceve i punti; se viene sostituito dopo che la gara è iniziata, guadagnerà i punti accumulati dal suo sostituto.
  - I punti bonus non vengono assegnati nella gara finale della stagione.

Di seguito è riportato come un pilota guadagna punti in base alla posizione alla fine della gara.
| Risultato | 1º | 2º | 3º | 4º | 5º | 6º | 7º | 8º | 9º | 10º | 11º | 12º | 13º | 14º | 15º | 16º | 17º | 18º | 19º | 20º | 21º | 22º | 23º | 24º | 25º | 26º | 27º | 28º | 29º | 30º | 31º | 32º | 33º | 34º | 35º | 36º | 37º | 38º | 39º | 40º |
| Punti     | 40 | 35 | 34 | 33 | 32 | 31 | 30 | 29 | 28 | 27  | 26  | 25  | 24  | 26  | 22  | 21  | 20  | 19  | 18  | 17  | 16  | 15  | 14  | 13  | 12  | 11  | 10  | 9   | 8   | 7   | 6   | 5   | 4   | 3   | 2   | 1   | 1   | 1   | 1   | 1   |

### Pacchetto regole 2019
- Il 2 ottobre 2018, la NASCAR ha annunciato il nuovo pacchetto di regole per la stagione 2019. Il nuovo pacchetto introduce un restrittore d'aria (Air restrictor) che limita la potenza dei motori da 750 CV (560 kW) a 550 CV (410 kW) per piste più lunghe di un miglio, per rendere le corse più combattute. Vi è l'introduzione di un nuovo spoiler alto 8 pollici (203,2 mm) e lungo 61 pollici (1.549,4 mm), una vaschetta del radiatore ampliata a 37 pollici (939,8 mm) nella parte anteriore e 31 pollici (787,4 mm) nella parte posteriore, e un più grande paraurti anteriore con sporgenza di 2 pollici (50,8 mm).[3]
- Insieme alle modifiche aerodinamiche, tutte le attuali gare che introducono restrizioni alla potenza dei motori eccetto la Daytona 500 non utilizzeranno più le tradizionali regole ma useranno il nuovo pacchetto regole 2019, sarà quindi la prima gara a Daytona e Talladega senza le tradizionali limitazioni dal 1987.[4]
- La NASCAR ridurrà il numero di test all'anno da quattro a tre e anche le squadre coinvolte nei test per le gomme Goodyear saranno ridotti da quattro a tre.
- L'8 ottobre 2018, la NASCAR ha annunciato che la trackbar regolabile dal pilota non sarà consentita nella stagione 2019.[5]
- Il 4 febbraio 2019, la NASCAR ha annunciato una nuova regola di ispezione post-gara in tutte e tre le serie, in cui i team vincitori della gara trovati in violazione del regolamento verranno automaticamente squalificati. Al termine della gara, la macchina del primo e del secondo classificato, insieme ad almeno una vettura selezionata casualmente, saranno sottoposte a ispezione post-gara. L'ispezione dovrebbe richiedere tra 90 minuti e due ore e solo al termine il vincitore della gara verrà dichiarato ufficialmente. Se un'auto non supera l'ispezione riceverà i punti dell'ultimo classificato e le verranno tolti i punti guadagnati negli stage e i punti validi per i playoff.[6]
- Alla Federated Auto Parts 400 disputata al Richmond Raceway il 21 settembre 2019, Erik Jones è diventato il primo pilota NASCAR a essere squalificato in base a questa regola dopo che la sua auto è stata trovata con un problema di allineamento delle ruote posteriori durante l'ispezione post-gara. Di conseguenza, è stato classificato al 38º posto con un punto, influenzando gravemente la sua classifica dei playoff.[7]
- Per la Monster Energy NASCAR All-Star Race 2019, la NASCAR ha implementato due nuovi componenti nel pacchetto aerodinamico: un paraurti anteriore in fibra di carbonio monopezzo e un condotto del radiatore montato sul cofano.
- Le auto che partecipano ai playoff avranno lo spoiler, la parte bassa del paraurti anteriore e parte dell'adesivo con il nome del campionato presente sul vetro anteriore colorati di verde, così da distinguerle dalle altre.

### Qualifiche
- Il 4 febbraio 2019, la NASCAR ha cambiato le regole per le qualifiche riducendo il tempo a disposizione dei piloti per qualificarsi, questo ha portato i team ad aspettare sino agli ultimi minuti delle qualifiche prima di far scendere in pista i propri piloti (dato che entrare per primo in pista non dava la possibilità di sfruttare una scia).[8]
- Il 25 marzo 2019, in seguito alle qualifiche all'Auto Club Speedway in cui nessuna auto ha registrato un giro cronometrato nella terza sessione di qualifica, la NASCAR ha annunciato, a partire dalla gara in Texas, che qualsiasi macchina che non avesse registrato un giro cronometrato non avrebbe avuto il tempo di una sessione precedente conteggiato come valido e avrebbe iniziato la gara dal fondo della griglia.
- Il 1 ° maggio 2019, la NASCAR è tornata formalmente alle qualifiche di auto singole su tutte le piste ovali.[9]
  - Su piste ovali di 1,25 miglia o più lunghe, ogni auto avrà un solo giro cronometrato.
  - Su piste ovali di 1,25 miglia o più lunghe, ogni auto avrà due giri cronometrati con il giro più veloce preso come tempo ufficiale.
  - Il sorteggio dell'ordine verrà determinato in parte dalla griglia di partenza della gara precedente. I primi 20 partenti della gara precedente eseguiranno il loro giro di qualifica nelle posizioni 21-40 (seconda metà delle qualifiche). Il resto delle auto verrà sorteggiata per eseguire il giro cronometrato nelle posizioni 1-20.
  - L'auto successiva lascerà i box non appena l'auto attualmente in pista riceverà la bandiera bianca. Ciò dovrebbe garantire che la qualifica sia completata in circa 40 minuti, salvo eventuali interruzioni per incidenti, detriti o condizioni meteorologiche.
  - Ci saranno due minuti di pausa televisiva integrati nelle qualifiche per garantire che ogni macchina venga coperta dal vivo durante il giro di qualifica.
  - Ogni vettura deve completare il proprio giro per far valere la sessione, altrimenti tutti i tempi verranno cancellati e le auto partiranno in base ai punti in campionato del pilota.
  - Le qualifiche con più macchine in pista saranno consentite solo per i circuiti non ovali.

## Scuderie e piloti

### Chartered teams
Questa lista comprende le squadre e i piloti che disputeranno tutte le gare della stagione.
| Costruttore          | Team                      | N. | Pilota                 | Capo Tecnico                                                                         |
| -------------------- | ------------------------- | -- | ---------------------- | ------------------------------------------------------------------------------------ |
| Chevrolet            | Chip Ganassi Racing       | 1  | Kurt Busch             | Matt McCall                                                                          |
| Chevrolet            | Chip Ganassi Racing       | 42 | Kyle Larson            | Chad Johnston                                                                        |
| Chevrolet            | Germain Racing            | 13 | Ty Dillon              | Matt Borland 32 Justin Alexander 4                                                   |
| Chevrolet            | Hendrick Motorsports      | 9  | Chase Elliott          | Alan Gustafson                                                                       |
| Chevrolet            | Hendrick Motorsports      | 24 | William Byron          | Chad Knaus                                                                           |
| Chevrolet            | Hendrick Motorsports      | 48 | Jimmie Johnson         | Kevin Meendering 21 Cliff Daniels 15                                                 |
| Chevrolet            | Hendrick Motorsports      | 88 | Alex Bowman            | Greg Ives                                                                            |
| Chevrolet            | JTG Daugherty Racing      | 37 | Chris Buescher         | Trent Owens                                                                          |
| Chevrolet            | JTG Daugherty Racing      | 47 | Ryan Preece (R)        | Tristan Smith 30 Eddie Pardue 6                                                      |
| Chevrolet            | Premium Motorsports       | 15 | Ross Chastain 32       | Peter Sospenzo 1 Pat Tryson 35                                                       |
| Chevrolet            | Premium Motorsports       | 15 | Garrett Smithley 1     | Peter Sospenzo 1 Pat Tryson 35                                                       |
| Chevrolet            | Premium Motorsports       | 15 | Quin Houff 1           | Peter Sospenzo 1 Pat Tryson 35                                                       |
| Chevrolet            | Premium Motorsports       | 15 | Joe Nemechek 2         | Peter Sospenzo 1 Pat Tryson 35                                                       |
| Chevrolet            | Richard Childress Racing  | 3  | Austin Dillon          | Danny Stockman Jr.                                                                   |
| Chevrolet            | Richard Childress Racing  | 8  | Daniel Hemric (R)      | Luke Lambert 35 Justin Alexander 1                                                   |
| Chevrolet            | Richard Petty Motorsports | 43 | Darrell Wallace Jr.    | Derek Stamets                                                                        |
| Chevrolet            | Spire Motorsports         | 77 | Jamie McMurray 1       | Scott Eggleston 1 Peter Sospenzo 23 Tommy Baldwin Jr. 12                             |
| Chevrolet            | Spire Motorsports         | 77 | Garrett Smithley 4     | Scott Eggleston 1 Peter Sospenzo 23 Tommy Baldwin Jr. 12                             |
| Chevrolet            | Spire Motorsports         | 77 | Reed Sorenson 11       | Scott Eggleston 1 Peter Sospenzo 23 Tommy Baldwin Jr. 12                             |
| Chevrolet            | Spire Motorsports         | 77 | Quin Houff 13          | Scott Eggleston 1 Peter Sospenzo 23 Tommy Baldwin Jr. 12                             |
| Chevrolet            | Spire Motorsports         | 77 | D. J. Kennington 1     | Scott Eggleston 1 Peter Sospenzo 23 Tommy Baldwin Jr. 12                             |
| Chevrolet            | Spire Motorsports         | 77 | Justin Haley 3         | Scott Eggleston 1 Peter Sospenzo 23 Tommy Baldwin Jr. 12                             |
| Chevrolet            | Spire Motorsports         | 77 | Blake Jones 1          | Scott Eggleston 1 Peter Sospenzo 23 Tommy Baldwin Jr. 12                             |
| Chevrolet            | Spire Motorsports         | 77 | Timmy Hill 2           | Scott Eggleston 1 Peter Sospenzo 23 Tommy Baldwin Jr. 12                             |
| Chevrolet            | StarCom Racing            | 00 | Landon Cassill         | Wayne Carroll Jr. 1 Joe Williams Jr. 35                                              |
| Ford                 | Front Row Motorsports     | 34 | Michael McDowell       | Drew Blickensderfer                                                                  |
| Ford                 | Front Row Motorsports     | 36 | Matt Tifft (R) 32      | Mike Kelley 20 Seth Barbour 16                                                       |
| Ford                 | Front Row Motorsports     | 36 | Matt Crafton 1         | Mike Kelley 20 Seth Barbour 16                                                       |
| Ford                 | Front Row Motorsports     | 36 | John Hunter Nemechek 3 | Mike Kelley 20 Seth Barbour 16                                                       |
| Ford                 | Front Row Motorsports     | 38 | David Ragan            | Seth Barbour 20 Mike Kelley 16                                                       |
| Ford                 | Go Fas Racing             | 32 | Corey LaJoie           | Randy Cox                                                                            |
| Ford                 | Roush Fenway Racing       | 6  | Ryan Newman            | Scott Graves                                                                         |
| Ford                 | Roush Fenway Racing       | 17 | Ricky Stenhouse Jr.    | Brian Pattie                                                                         |
| Ford                 | Stewart-Haas Racing       | 4  | Kevin Harvick          | Rodney Childers                                                                      |
| Ford                 | Stewart-Haas Racing       | 10 | Aric Almirola          | Johnny Klausmeier                                                                    |
| Ford                 | Stewart-Haas Racing       | 14 | Clint Bowyer           | Mike Bugarewicz                                                                      |
| Ford                 | Stewart-Haas Racing       | 41 | Daniel Suárez          | Billy Scott                                                                          |
| Ford                 | Team Penske               | 2  | Brad Keselowski        | Paul Wolfe                                                                           |
| Ford                 | Team Penske               | 12 | Ryan Blaney            | Jeremy Bullins                                                                       |
| Ford                 | Team Penske               | 22 | Joey Logano            | Todd Gordon                                                                          |
| Ford                 | Wood Brothers Racing      | 21 | Paul Menard            | Greg Erwin                                                                           |
| Toyota               | Joe Gibbs Racing          | 11 | Denny Hamlin           | Chris Gabehart                                                                       |
| Toyota               | Joe Gibbs Racing          | 18 | Kyle Busch             | Adam Stevens                                                                         |
| Toyota               | Joe Gibbs Racing          | 19 | Martin Truex Jr.       | Cole Pearn                                                                           |
| Toyota               | Joe Gibbs Racing          | 20 | Erik Jones             | Chris Gayle                                                                          |
| Toyota               | Leavine Family Racing     | 95 | Matt DiBenedetto       | Mike Wheeler                                                                         |
| Chevrolet 17 Ford 19 | Petty Ware Racing         | 51 | B. J. McLeod 11        | George Church 6 Mike Hillman Sr. 25 Lee Leslie 4 Jason Houghtaling 1                 |
| Chevrolet 17 Ford 19 | Petty Ware Racing         | 51 | Cody Ware 11           | George Church 6 Mike Hillman Sr. 25 Lee Leslie 4 Jason Houghtaling 1                 |
| Chevrolet 17 Ford 19 | Petty Ware Racing         | 51 | Gray Gaulding 1        | George Church 6 Mike Hillman Sr. 25 Lee Leslie 4 Jason Houghtaling 1                 |
| Chevrolet 17 Ford 19 | Petty Ware Racing         | 51 | Jeb Burton 1           | George Church 6 Mike Hillman Sr. 25 Lee Leslie 4 Jason Houghtaling 1                 |
| Chevrolet 17 Ford 19 | Petty Ware Racing         | 51 | Bayley Currey 2        | George Church 6 Mike Hillman Sr. 25 Lee Leslie 4 Jason Houghtaling 1                 |
| Chevrolet 17 Ford 19 | Petty Ware Racing         | 51 | Kyle Weatherman 1      | George Church 6 Mike Hillman Sr. 25 Lee Leslie 4 Jason Houghtaling 1                 |
| Chevrolet 17 Ford 19 | Petty Ware Racing         | 51 | J. J. Yeley 3          | George Church 6 Mike Hillman Sr. 25 Lee Leslie 4 Jason Houghtaling 1                 |
| Chevrolet 17 Ford 19 | Petty Ware Racing         | 51 | Andy Seuss 1           | George Church 6 Mike Hillman Sr. 25 Lee Leslie 4 Jason Houghtaling 1                 |
| Chevrolet 17 Ford 19 | Petty Ware Racing         | 51 | Austin Theriault 2     | George Church 6 Mike Hillman Sr. 25 Lee Leslie 4 Jason Houghtaling 1                 |
| Chevrolet 17 Ford 19 | Petty Ware Racing         | 51 | Josh Bilicki 1         | George Church 6 Mike Hillman Sr. 25 Lee Leslie 4 Jason Houghtaling 1                 |
| Chevrolet 17 Ford 19 | Petty Ware Racing         | 51 | Garrett Smithley 1     | George Church 6 Mike Hillman Sr. 25 Lee Leslie 4 Jason Houghtaling 1                 |
| Chevrolet 19 Ford 17 | Rick Ware Racing          | 52 | Cody Ware 2            | Mike Hillman Sr. 8 George Church 12 Lee Leslie 11 Jason Houghtaling 4 Jeff Spraker 1 |
| Chevrolet 19 Ford 17 | Rick Ware Racing          | 52 | B. J. McLeod 5         | Mike Hillman Sr. 8 George Church 12 Lee Leslie 11 Jason Houghtaling 4 Jeff Spraker 1 |
| Chevrolet 19 Ford 17 | Rick Ware Racing          | 52 | Bayley Currey 8        | Mike Hillman Sr. 8 George Church 12 Lee Leslie 11 Jason Houghtaling 4 Jeff Spraker 1 |
| Chevrolet 19 Ford 17 | Rick Ware Racing          | 52 | Jeb Burton 1           | Mike Hillman Sr. 8 George Church 12 Lee Leslie 11 Jason Houghtaling 4 Jeff Spraker 1 |
| Chevrolet 19 Ford 17 | Rick Ware Racing          | 52 | Stanton Barrett 1      | Mike Hillman Sr. 8 George Church 12 Lee Leslie 11 Jason Houghtaling 4 Jeff Spraker 1 |
| Chevrolet 19 Ford 17 | Rick Ware Racing          | 52 | J. J. Yeley 5          | Mike Hillman Sr. 8 George Church 12 Lee Leslie 11 Jason Houghtaling 4 Jeff Spraker 1 |
| Chevrolet 19 Ford 17 | Rick Ware Racing          | 52 | Josh Bilicki 3         | Mike Hillman Sr. 8 George Church 12 Lee Leslie 11 Jason Houghtaling 4 Jeff Spraker 1 |
| Chevrolet 19 Ford 17 | Rick Ware Racing          | 52 | Austin Theriault 3     | Mike Hillman Sr. 8 George Church 12 Lee Leslie 11 Jason Houghtaling 4 Jeff Spraker 1 |
| Chevrolet 19 Ford 17 | Rick Ware Racing          | 52 | Kyle Weatherman 1      | Mike Hillman Sr. 8 George Church 12 Lee Leslie 11 Jason Houghtaling 4 Jeff Spraker 1 |
| Chevrolet 19 Ford 17 | Rick Ware Racing          | 52 | Garrett Smithley 6     | Mike Hillman Sr. 8 George Church 12 Lee Leslie 11 Jason Houghtaling 4 Jeff Spraker 1 |
| Chevrolet 19 Ford 17 | Rick Ware Racing          | 52 | Spencer Boyd 1         | Mike Hillman Sr. 8 George Church 12 Lee Leslie 11 Jason Houghtaling 4 Jeff Spraker 1 |

### Limited schedule
Questa lista comprende le squadre che disputeranno soltanto alcune delle gare in programma.
| Costruttore        | Team                     | N. | Pilota            | Capo-tecnico                                          | Gare |
| ------------------ | ------------------------ | -- | ----------------- | ----------------------------------------------------- | ---- |
| Chevrolet          | Beard Motorsports        | 62 | Brendan Gaughan   | Darren Shaw                                           | 4    |
| Chevrolet          | Germain Racing           | 27 | Casey Mears       | Pat Tryson                                            | 1    |
| Chevrolet          | Premium Motorsports      | 27 | Reed Sorenson     | Tommy Baldwin Jr. 13 Peter Sospenzo 12                | 14   |
| Chevrolet          | Premium Motorsports      | 27 | Ross Chastain     | Tommy Baldwin Jr. 13 Peter Sospenzo 12                | 3    |
| Chevrolet          | Premium Motorsports      | 27 | Quin Houff        | Tommy Baldwin Jr. 13 Peter Sospenzo 12                | 3    |
| Chevrolet          | Premium Motorsports      | 27 | Joe Nemechek      | Tommy Baldwin Jr. 13 Peter Sospenzo 12                | 5    |
| Chevrolet          | Premium Motorsports      | 27 | Ryan Sieg         | Tommy Baldwin Jr. 13 Peter Sospenzo 12                | 1    |
| Chevrolet          | Richard Childress Racing | 31 | Tyler Reddick     | Justin Alexander                                      | 2    |
| Chevrolet          | Tommy Baldwin Racing     | 71 | Ryan Truex        | Tommy Baldwin Jr.                                     | 1    |
| Toyota             | Gaunt Brothers Racing    | 96 | Parker Kligerman  | Mark Hillman                                          | 14   |
| Toyota             | Gaunt Brothers Racing    | 96 | Drew Herring      | Mark Hillman                                          | 1    |
| Toyota             | MBM Motorsports          | 46 | Joey Gase         | Mark Labretone                                        | 1    |
| Toyota             | MBM Motorsports          | 66 | Joey Gase         | Brian Keselowski 8 George Church 7 Ryan Bell 1        | 10   |
| Toyota             | MBM Motorsports          | 66 | Timmy Hill        | Brian Keselowski 8 George Church 7 Ryan Bell 1        | 6    |
| Toyota             | XCI Racing               | 81 | Jeffrey Earnhardt | Jacob Canter                                          | 1    |
| Chevrolet 9 Ford 6 | Rick Ware Racing         | 53 | B. J. McLeod      | Lee Leslie 6 Jason Houghtaling 7 Mike Hillman Sr. 2   | 2    |
| Chevrolet 9 Ford 6 | Rick Ware Racing         | 53 | Josh Bilicki      | Lee Leslie 6 Jason Houghtaling 7 Mike Hillman Sr. 2   | 6    |
| Chevrolet 9 Ford 6 | Rick Ware Racing         | 53 | Joey Gase         | Lee Leslie 6 Jason Houghtaling 7 Mike Hillman Sr. 2   | 1    |
| Chevrolet 9 Ford 6 | Rick Ware Racing         | 53 | Spencer Boyd      | Lee Leslie 6 Jason Houghtaling 7 Mike Hillman Sr. 2   | 2    |
| Chevrolet 9 Ford 6 | Rick Ware Racing         | 53 | J. J. Yeley       | Lee Leslie 6 Jason Houghtaling 7 Mike Hillman Sr. 2   | 4    |
| Chevrolet 2 Ford 2 | Rick Ware Racing         | 54 | J. J. Yeley       | Jeff Spraker 1 Mike Hillman Sr. 1 Jason Houghtaling 2 | 2    |
| Chevrolet 2 Ford 2 | Rick Ware Racing         | 54 | Garrett Smithley  | Jeff Spraker 1 Mike Hillman Sr. 1 Jason Houghtaling 2 | 2    |

### Cambiamenti

#### Squadre
- Il 14 marzo 2018, la Lowe's ha annunciato la fine della sua sponsorizzazione della macchina n. 48 della Hendrick Motorsports guidata da Jimmie Johnson alla fine della stagione 2018, dopo 17 anni[14]. Il 28 ottobre 2018 la Hendrick Motorsports ha annunciato il nuovo contratto di sponsorizzazione biennale con la Ally Financial a partire dalla stagione 2019. La Ally Financial sponsorizzò la stessa Hendrick Motorsports quando quest'ultima era conosciuta come GMAC[15].
- Il 5 agosto 2018 la Leavine Family Racing ha annunciato la fine della sua partnership tecnica con la Richard Childress Racing dopo la fine della stagione 2018[16]. Il 9 ottobre 2018 la stessa Leavine Family Racing ha annunciato la sua nuova partnership tecnica con la Joe Gibbs Racing per la stagione 2019[16].
- Il 23 agosto 2018 la Front Row Motorsports ha acquistato la maggioranza delle quote e degli assets della BK Racing (andata in bancarotta) per 2,08 milioni di dollari. Grazie all'acquisto, la Front Row Motorsports schiererà una terza squadra nel 2019[17]. La terza squadra è stata ufficializzata il 27 novembre 2018, schierando la Ford n. 38 guidata da Matt Tifft[18].
- Il 3 settembre 2018 la Obaika Racing ha annunciato di voler partecipare ad alcune gare della stagione 2018 prima di partecipare a tutta la stagione 2019[19]. L'8 febbraio 2019 la Obaika Racing si è ritirata dalla Daytona 500 per varie circostanze[20].
- Il 4 settembre 2018 la Furniture Row Racing ha annunciato la sua chiusura alla fine della stagione 2018[21].
- Il 16 novembre 2018 Timmy Hill ha dichiarato che la MBM Motorsports avrebbe schierato due squadre nella Daytona 500 della stagione 2019, con lo stesso Hill alla guida della Toyota n. 66[22].
- Il 26 novembre 2018 la Tommy Baldwin Racing ha annunciato la sua rinascita e che avrebbe partecipato alla Daytona 500 nel 2019 e altre gare[23].
- Il 27 novembre 2018 la Rick Ware Racing ha fatto trapelare la notizia che avrebbe schierato una seconda squadra nel 2019. La squadra esistente con la macchina n. 51 sta utilizzando i diritti di partecipazione in prestito dalla Richard Petty Motorsports e registrati ufficialmente come "Petty Ware Racing"[24]. Il 21 dicembre 2018 la squadra ha confermato di aver acquistato la licenza dalla Front Row Motorsports per la loro nuova squadra con la macchina n. 52. Inoltre la squadra ha acquistato una flotta di Ford dalla FRM e di Chevrolet dalla Leavine Family Racing, che nel frattempo è passata a Toyota[25][26].
- Il 4 dicembre 2018 è stato annunciato l'acquisto della licenza precedentemente posseduta dalla Furniture Row Racing da parte dell'agenzia di sponsorizzazione Spire Sports + Entertainment. La nuova squadra, per la stagione 2019, schiererà una Chevrolet n. 77. In quella data non sono stati annunciati né pilota, né partnership tecnica né sponsorizzazione[27][28].
- La NY Racing Team ha annunciato l'11 dicembre 2018 di voler tornare a partecipare al campionato nel 2019 con una Ford.

## Calendario
Segue il calendario della stagione 2019:
| N°                        | Evento                                 | Circuito                                                 | Data         | Ora       | Ora    | Diretta TV | Diretta TV Italia |
| N°                        | Evento                                 | Circuito                                                 | Data         | Locale ET | Italia | Diretta TV | Diretta TV Italia |
| ------------------------- | -------------------------------------- | -------------------------------------------------------- | ------------ | --------- | ------ | ---------- | ----------------- |
|                           | Advance Auto Parts Clash               | Daytona International Speedway, Daytona Beach, Florida   | 10 febbraio  | 3:00 PM   | 21:00  | FS1        | DAZN              |
|                           | Gander RV Duel                         | Daytona International Speedway, Daytona Beach, Florida   | 14 febbraio  | 7:00 PM   | 01:00  | FS1        | DAZN              |
| 1                         | Daytona 500                            | Daytona International Speedway, Daytona Beach, Florida   | 17 febbraio  | 2:30 PM   | 20:30  | Fox        | DAZN              |
| 2                         | Folds of Honor QuikTrip 500            | Atlanta Motor Speedway, Hampton, Georgia                 | 24 febbraio  | 2:00 PM   | 20:00  | Fox        | DAZN              |
| 3                         | Pennzoil 400 presented by Jiffy Lube   | Las Vegas Motor Speedway, Las Vegas, Nevada              | 3 marzo      | 3:30 PM   | 20:30  | Fox        | DAZN              |
| 4                         | TicketGuardian 500                     | ISM Raceway, Avondale, Arizona                           | 10 marzo     | 3:30 PM   | 20:30  | Fox        | DAZN              |
| 5                         | Auto Club 400                          | Auto Club Speedway, Fontana, California                  | 17 marzo     | 3:30 PM   | 20:30  | Fox        | DAZN              |
| 6                         | STP 500                                | Martinsville Speedway, Ridgeway, Virginia                | 24 marzo     | 2:00 PM   | 19:00  | FS1        | DAZN              |
| 7                         | O'Reilly Auto Parts 500                | Texas Motor Speedway, Fort Worth, Texas                  | 31 marzo     | 3:00 PM   | 21:00  | Fox        | DAZN              |
| 8                         | Food City 500                          | Bristol Motor Speedway, Bristol, Tennessee               | 7 aprile     | 2:00 PM   | 20:00  | FS1        | DAZN              |
| 9                         | Toyota Owners 400                      | Richmond Raceway, Richmond, Virginia                     | 13 aprile    | 7:30 PM   | 01:30  | Fox        | DAZN              |
| 10                        | GEICO 500                              | Talladega Superspeedway, Lincoln, Alabama                | 28 aprile    | 2:00 PM   | 20:00  | Fox        | DAZN              |
| 11                        | Gander RV 400                          | Dover International Speedway, Dover, Delaware            | 5 maggio     | 2:00 PM   | 18:00  | FS1        | DAZN              |
| 12                        | Digital Ally 400                       | Kansas Speedway, Kansas City, Kansas                     | 11 maggio    | 7:30 PM   | 01:30  | FS1        | DAZN              |
|                           | Monster Energy Open                    | Charlotte Motor Speedway, Concord, Nord Carolina         | 18 maggio    | 6:00 PM   | 00:00  | FS1        | DAZN              |
|                           | Monster Energy NASCAR All-Star Race    | Charlotte Motor Speedway, Concord, Nord Carolina         | 18 maggio    | 8:00 PM   | 02:00  | FS1        | DAZN              |
| 13                        | Coca-Cola 600                          | Charlotte Motor Speedway, Concord, Nord Carolina         | 26 maggio    | 6:00 PM   | 00:00  | Fox        | DAZN              |
| 14                        | Pocono 400                             | Pocono Raceway, Long Pond, Pennsylvania                  | 2 giugno     | 2:00 PM   | 20:00  | FS1        | DAZN              |
| 15                        | FireKeepers Casino 400                 | Michigan International Speedway, Brooklyn, Michigan      | 9 giugno     | 2:00 PM   | 23:00  | FS1        | DAZN              |
| 16                        | Toyota/Save Mart 350                   | Sonoma Raceway, Sonoma, California                       | 23 giugno    | 3:00 PM   | 21:00  | FS1        | DAZN              |
| 17                        | Camping World 400                      | Chicagoland Speedway, Joliet, Illinois                   | 30 giugno    | 3:00 PM   | 21:00  | NBCSN      | DAZN              |
| 18                        | Coke Zero Sugar 400                    | Daytona International Speedway, Daytona Beach, Florida   | 6 luglio     | 7:30 PM   | 19:00  | NBC        | DAZN              |
| 19                        | Quaker State 400 presented by Walmart  | Kentucky Speedway, Sparta, Kentucky                      | 13 luglio    | 7:30 PM   | 01:30  | NBCSN      | DAZN              |
| 20                        | Foxwoods Resort Casino 301             | New Hampshire Motor Speedway, Loudon, New Hampshire      | 21 luglio    | 3:00 PM   | 21:00  | NBCSN      | DAZN              |
| 21                        | Gander Outdoors 400                    | Pocono Raceway, Long Pond, Pennsylvania                  | 28 luglio    | 3:00 PM   | 21:00  | NBCSN      | DAZN              |
| 22                        | Go Bowling at The Glen                 | Watkins Glen International, Watkins Glen, New York       | 4 agosto     | 3:00 PM   | 21:00  | NBCSN      | DAZN              |
| 23                        | Consumers Energy 400                   | Michigan International Speedway, Brooklyn, Michigan      | 11 agosto    | 3:00 PM   | 21:00  | NBCSN      | DAZN              |
| 24                        | Bass Pro Shops NRA Night Race          | Bristol Motor Speedway, Bristol, Tennessee               | 17 agosto    | 7:30 PM   | 01:30  | NBCSN      | DAZN              |
| 25                        | Bojangles' Southern 500                | Darlington Raceway, Darlington, Sud Carolina             | 1 settembre  | 6:00 PM   | 00:00  | NBCSN      | DAZN              |
| 26                        | Big Machine Vodka 400 at the Brickyard | Indianapolis Motor Speedway, Speedway, Indiana           | 8 settembre  | 2:00 PM   | 20:00  | NBC        | DAZN              |
| Cup Championship Playoffs |                                        |                                                          |              |           |        |            |                   |
| Round of 16               |                                        |                                                          |              |           |        |            |                   |
| 27                        | South Point 400                        | Las Vegas Motor Speedway, Las Vegas, Nevada              | 25 settembre | 7:00 PM   | 01:00  | NBCSN      | DAZN              |
| 28                        | Federated Auto Parts 400               | Richmond Raceway, Richmond, Virginia                     | 21 settembre | 7:30 PM   | 01:30  | NBCSN      | DAZN              |
| 29                        | Bank of America Roval 400              | Charlotte Motor Speedway, Concord, Nord Carolina (Roval) | 29 settembre | 2:30 PM   | 20:30  | NBC        | DAZN              |
| Round of 12               |                                        |                                                          |              |           |        |            |                   |
| 30                        | Gander Outdoors 400 (Dover)            | Dover International Speedway, Dover, Delaware            | 6 ottobre    | 2:30 PM   | 20:30  | NBCSN      | DAZN              |
| 31                        | 1000Bulbs.com 500                      | Talladega Superspeedway, Lincoln, Alabama                | 13 ottobre   | 2:00 PM   | 20:00  | NBC        | DAZN              |
| 32                        | Hollywood Casino 400                   | Kansas Speedway, Kansas City, Kansas                     | 20 ottobre   | 2:30 PM   | 20:30  | NBC        | DAZN              |
| Round of 8                |                                        |                                                          |              |           |        |            |                   |
| 33                        | First Data 500                         | Martinsville Speedway, Ridgeway, Virginia                | 27 ottobre   | 3:00 PM   | 20:00  | NBCSN      | DAZN              |
| 34                        | AAA Texas 500                          | Texas Motor Speedway, Fort Worth, Texas                  | 3 novembre   | 3:00 PM   | 21:00  | NBCSN      | DAZN              |
| 35                        | Can-Am 500                             | ISM Raceway, Avondale, Arizona                           | 10 novembre  | 2:30 PM   | 20:30  | NBC        | DAZN              |
| Championship 4            |                                        |                                                          |              |           |        |            |                   |
| 36                        | Ford EcoBoost 400                      | Homestead-Miami Speedway, Homestead, Florida             | 17 novembre  | 3:00 PM   | 21:00  | NBC        | DAZN              |

Le gare valide per il Crown Jewel sono in grassetto.

## Risultati
| N.                                        | Gara                                   | Pole position   | Più giri in testa | Vincitore        | Scuderia  | Resoconto |
| ----------------------------------------- | -------------------------------------- | --------------- | ----------------- | ---------------- | --------- | --------- |
|                                           | Advance Auto Parts Clash               | Paul Menard     | Paul Menard       | Jimmie Johnson   | Chevrolet | Resoconto |
|                                           | Gander RV Duel                         | William Byron   | Kevin Harvick     | Kevin Harvick    | Ford      | Resoconto |
|                                           | Gander RV Duel                         | Alex Bowman     | Clint Bowyer      | Joey Logano      | Ford      | Resoconto |
| 1                                         | Daytona 500                            | William Byron   | Matt DiBenedetto  | Denny Hamlin     | Toyota    | Resoconto |
| 2                                         | Folds of Honor QuikTrip 500            | Aric Almirola   | Kyle Larson       | Brad Keselowski  | Ford      | Resoconto |
| 3                                         | Pennzoil 400                           | Kevin Harvick   | Kevin Harvick     | Joey Logano      | Ford      | Resoconto |
| 4                                         | TicketGuardian 500                     | Ryan Blaney     | Kyle Busch        | Kyle Busch       | Toyota    | Resoconto |
| 5                                         | Auto Club 400                          | Austin Dillon   | Kyle Busch        | Kyle Busch       | Toyota    | Resoconto |
| 6                                         | STP 500                                | Joey Logano     | Brad Keselowski   | Brad Keselowski  | Ford      | Resoconto |
| 7                                         | O'Reilly Auto Parts 500                | Jimmie Johnson  | Kyle Busch        | Denny Hamlin     | Toyota    | Resoconto |
| 8                                         | Food City 500                          | Chase Elliott   | Ryan Blaney       | Kyle Busch       | Toyota    | Resoconto |
| 9                                         | Toyota Owners 400                      | Kevin Harvick   | Martin Truex Jr.  | Martin Truex Jr. | Toyota    | Resoconto |
| 10                                        | GEICO 500                              | Austin Dillon   | Chase Elliott     | Chase Elliott    | Chevrolet | Resoconto |
| 11                                        | Gander RV 400                          | Chase Elliott   | Chase Elliott     | Martin Truex Jr. | Toyota    | Resoconto |
| 12                                        | Digital Ally 400                       | Kevin Harvick   | Kevin Harvick     | Brad Keselowski  | Ford      | Resoconto |
|                                           | Monster Energy Open                    | Daniel Hemric   | Daniel Hemric     | Kyle Larson      | Chevrolet | Resoconto |
|                                           | Monster Energy NASCAR All-Star Race    | Clint Bowyer    | Kevin Harvick     | Kyle Larson      | Chevrolet | Resoconto |
| 13                                        | Coca-Cola 600                          | William Byron   | Martin Truex Jr.  | Martin Truex Jr. | Toyota    | Resoconto |
| 14                                        | Pocono 400                             | William Byron   | Kyle Busch        | Kyle Busch       | Toyota    | Resoconto |
| 15                                        | FireKeepers Casino 400                 | Joey Logano     | Joey Logano       | Joey Logano      | Ford      | Resoconto |
| 16                                        | Toyota/Save Mart 350                   | Kyle Larson     | Martin Truex Jr.  | Martin Truex Jr. | Toyota    | Resoconto |
| 17                                        | Camping World 400                      | Austin Dillon   | Kevin Harvick     | Alex Bowman      | Chevrolet | Resoconto |
| 18                                        | Coke Zero Sugar 400                    | Joey Logano     | Austin Dillon     | Justin Haley     | Chevrolet | Resoconto |
| 19                                        | Quaker State 400                       | Daniel Suárez   | Kyle Busch        | Kurt Busch       | Chevrolet | Resoconto |
| 20                                        | Foxwoods Resort Casino 301             | Brad Keselowski | Kyle Busch        | Kevin Harvick    | Ford      | Resoconto |
| 21                                        | Gander RV 400                          | Kevin Harvick   | Kevin Harvick     | Denny Hamlin     | Toyota    | Resoconto |
| 22                                        | Go Bowling at The Glen                 | Chase Elliott   | Chase Elliott     | Chase Elliott    | Chevrolet | Resoconto |
| 23                                        | Consumers Energy 400                   | Brad Keselowski | Brad Keselowski   | Kevin Harvick    | Ford      | Resoconto |
| 24                                        | Bass Pro Shops NRA Night Race          | Denny Hamlin    | Matt DiBenedetto  | Denny Hamlin     | Toyota    | Resoconto |
| 25                                        | Bojangles' Southern 500                | William Byron   | Kyle Busch        | Erik Jones       | Toyota    | Resoconto |
| 26                                        | Big Machine Vodka 400 at the Brickyard | Kevin Harvick   | Kevin Harvick     | Kevin Harvick    | Ford      | Resoconto |
| Monster Energy NASCAR Cup Series Playoffs |                                        |                 |                   |                  |           |           |
| Round of 16                               |                                        |                 |                   |                  |           |           |
| 27                                        | South Point 400                        | Clint Bowyer    | Joey Logano       | Martin Truex Jr. | Toyota    | Resoconto |
| 28                                        | Federated Auto Parts 400               | Brad Keselowski | Kyle Busch        | Martin Truex Jr. | Toyota    | Resoconto |
| 29                                        | Bank of America Roval 400              | William Byron   | Chase Elliott     | Chase Elliott    | Chevrolet | Resoconto |
| Round of 12                               |                                        |                 |                   |                  |           |           |
| 30                                        | Drydene 400                            | Denny Hamlin    | Denny Hamlin      | Kyle Larson      | Chevrolet | Resoconto |
| 31                                        | 1000Bulbs.com 500                      | Chase Elliott   | Ryan Blaney       | Ryan Blaney      | Ford      | Resoconto |
| 32                                        | Hollywood Casino 400                   | Daniel Hemric   | Denny Hamlin      | Denny Hamlin     | Toyota    | Resoconto |
| Round of 8                                |                                        |                 |                   |                  |           |           |
| 33                                        | First Data 500                         | Denny Hamlin    | Martin Truex Jr.  | Martin Truex Jr. | Toyota    | Resoconto |
| 34                                        | AAA Texas 500                          | Kevin Harvick   | Kevin Harvick     | Kevin Harvick    | Ford      | Resoconto |
| 35                                        | Bluegreen Vacations 500                | Kyle Busch      | Denny Hamlin      | Denny Hamlin     | Toyota    | Resoconto |
| Championship 4                            |                                        |                 |                   |                  |           |           |
| 36                                        | Ford EcoBoost 400                      | Denny Hamlin    | Kyle Busch        | Kyle Busch       | Toyota    | Resoconto |

## Classifiche

### Classifica Piloti
(chiave) Grassetto – Pole position assegnata in base al tempo. Corsivo – Pole position stabilita con la formula della competizione. * – Maggiori giri in testa. 1 – Vincitore Stage 1. 2 – Vincitore Stage 2. 3 – Vincitore Stage 3.1–10 - I primi 10 classificati della Regular Season.

. – Eliminato dopo il Round of 16
. – Eliminato dopo il Round of 12
. – Eliminato dopo il Round of 8
| Posizione | Pilota               | DAY | ATL  | LVS | PHO | CAL  | MAR  | TEX | BRI | RCH | TAL | DOV | KAN  | CLT  | POC  | MCH | SON | CHI  | DAY  | KEN | NHA | POC | GLN  | MCH | BRI | DAR | IND |     | LVS | RCH | CLT | DOV | TAL | KAN  | MAR | TEX | PHO | HOM   | Pts.  | Stage | Bonus |
| --- | -------------------- | --- | ---- | --- | --- | ---- | ---- | --- | --- | --- | --- | --- | ---- | ---- | ---- | --- | --- | ---- | ---- | --- | --- | --- | ---- | --- | --- | --- | --- | --- | --- | --- | --- | --- | --- | ---- | --- | --- | --- | ----- | ----- | ----- | ----- |
| 1 | Kyle Busch           | 21  | 6    | 3   | 1*2 | 1*12 | 3    | 10* | 1   | 81  | 10  | 10  | 30   | 3    | 1*   | 5   | 2   | 22   | 14   | 2*2 | 8*1 | 91  | 11   | 62  | 4   | 3*2 | 37  | 19  | 2*2 | 37  | 6   | 19  | 3   | 14   | 7   | 2   | 1*2 | 5040  | –     | 461   |       |
| 2 | Martin Truex Jr.     | 35  | 2    | 8   | 2   | 8    | 8    | 12  | 17  | 1*  | 20  | 12  | 19   | 1*3  | 35   | 3   | 1*  | 9    | 22   | 19  | 6   | 3   | 2    | 41  | 13  | 15  | 27  | 12  | 1   | 7   | 2   | 26  | 6   | 1*12 | 6   | 6   | 21  | 5035  | –     | 425   |       |
| 3 | Kevin Harvick        | 26  | 42   | 4*1 | 9   | 4    | 6    | 8   | 13  | 4   | 38  | 4   | 13*1 | 10   | 22   | 7   | 6   | 14*2 | 29   | 22  | 1   | 6*  | 7    | 1   | 39  | 4   | 1*2 | 2   | 7   | 3   | 5   | 17  | 9   | 7    | 1*1 | 5   | 4   | 5033  | –     | 283   |       |
| 4 | Denny Hamlin         | 1   | 11   | 10  | 5   | 7    | 5    | 12  | 5   | 5   | 36  | 21  | 16   | 17   | 6    | 11  | 52  | 151  | 26   | 5   | 2   | 1   | 3    | 2   | 1   | 29  | 6   | 15  | 3   | 19  | 5*1 | 3   | 1*2 | 4    | 28  | 1*1 | 10  | 5027  | –     | 374   |       |
| Taglio per i Monster Energy NASCAR Cup Series Championship Playoffs |                      |     |      |     |     |      |      |     |     |     |     |     |      |      |      |     |     |      |      |     |     |     |      |     |     |     |     |     |     |     |     |     |     |      |     |     |     |       |       |       |       |
| Posizione | Pilota               | DAY | ATL  | LVS | PHO | CAL  | MAR  | TEX | BRI | RCH | TAL | DOV | KAN  | CLT  | POC  | MCH | SON | CHI  | DAY  | KEN | NHA | POC | GLN  | MCH | BRI | DAR | IND |     | LVS | RCH | CLT | DOV | TAL | KAN  | MAR | TEX | PHO | HOM   | Punti | Stage | Bonus |
| 5 | Joey Logano          | 4   | 23   | 12  | 10  | 2    | 19   | 171 | 32  | 2   | 4   | 71  | 15   | 2    | 7    | 1*1 | 23  | 3    | 251  | 7   | 9   | 13  | 23   | 17  | 16  | 14  | 21  | 9*1 | 11  | 10  | 34  | 11  | 171 | 8    | 4   | 92  | 5   | 2380  | 40    | 302   |       |
| 6 | Ryan Blaney          | 312 | 22   | 22  | 31  | 5    | 4    | 37  | 4*  | 25  | 15  | 15  | 32   | 13   | 12   | 9   | 3   | 6    | 36   | 13  | 4   | 10  | 5    | 24  | 10  | 13  | 7   | 5   | 17  | 8   | 35  | 1*  | 21  | 5    | 8   | 3   | 11  | 2339  | 38    | 9     |       |
| 7 | Kyle Larson          | 7   | 12*1 | 12  | 6   | 12   | 18   | 39  | 19  | 37  | 24  | 3   | 8    | 33   | 2612 | 14  | 10  | 2    | 20   | 4   | 33  | 5   | 8    | 3   | 61  | 2   | 33  | 8   | 6   | 131 | 1   | 39  | 14  | 9    | 12  | 4   | 40  | 2339  | 50    | 1110  |       |
| 8 | Brad Keselowski      | 12  | 1    | 2   | 19  | 3    | 1*12 | 36  | 18  | 7   | 13  | 12  | 1    | 1912 | 2    | 6   | 18  | 5    | 39   | 20  | 10  | 8   | 9    | 19* | 3   | 5   | 38  | 3   | 4   | 5   | 11  | 25  | 19  | 3    | 39  | 10  | 18  | 2318  | 29    | 246   |       |
| 9 | Clint Bowyer         | 20  | 5    | 14  | 11  | 38   | 7    | 2   | 7   | 3   | 29  | 9   | 5    | 24   | 5    | 35  | 11  | 37   | 34   | 6   | 20  | 11  | 20   | 37  | 7   | 6   | 5   | 25  | 8   | 4   | 10  | 232 | 8   | 35   | 11  | 8   | 6   | 2290  | 34    | 1     |       |
| 10 | Chase Elliott        | 17  | 19   | 9   | 14  | 11   | 2    | 13  | 11  | 15  | 1*2 | 5*  | 42   | 4    | 4    | 20  | 37  | 11   | 35   | 15  | 29  | 38  | 1*12 | 9   | 5   | 19  | 9   | 4   | 13  | 1*2 | 38  | 8   | 2   | 36   | 32  | 39  | 15  | 2275  | 20    | 247   |       |
| 11 | William Byron        | 21  | 17   | 16  | 24  | 15   | 22   | 6   | 16  | 13  | 21  | 8   | 20   | 9    | 9    | 18  | 191 | 8    | 2    | 18  | 12  | 4   | 21   | 8   | 21  | 21  | 4   | 7   | 24  | 6   | 13  | 331 | 5   | 2    | 17  | 17  | 39  | 2274  | 44    | 2     |       |
| 12 | Alex Bowman          | 11  | 15   | 11  | 35  | 21   | 14   | 18  | 23  | 17  | 2   | 2   | 2    | 7    | 15   | 10  | 14  | 1    | 21   | 17  | 14  | 20  | 14   | 10  | 15  | 18  | 21  | 6   | 23  | 2   | 3   | 37  | 11  | 30   | 5   | 23  | 9   | 2257  | 29    | 5     |       |
| 13 | Kurt Busch           | 25  | 3    | 5   | 7   | 6    | 12   | 9   | 2   | 11  | 6   | 13  | 7    | 27   | 11   | 2   | 13  | 13   | 10   | 1   | 18  | 27  | 10   | 23  | 92  | 71  | 30  | 39  | 18  | 20  | 9   | 28  | 4   | 6    | 9   | 11  | 21  | 2237  | 18    | 118   |       |
| 14 | Aric Almirola        | 32  | 8    | 7   | 4   | 9    | 9    | 7   | 37  | 23  | 9   | 16  | 12   | 11   | 10   | 17  | 9   | 16   | 7    | 14  | 112 | 12  | 12   | 33  | 29  | 17  | 14  | 13  | 16  | 14  | 17  | 4   | 23  | 37   | 2   | 22  | 22  | 2234  | 32    | 1     |       |
| 15 | Ryan Newman          | 14  | 13   | 24  | 12  | 22   | 23   | 11  | 9   | 9   | 7   | 18  | 23   | 16   | 16   | 8   | 7   | 17   | 5    | 9   | 7   | 14  | 25   | 12  | 11  | 23  | 8   | 10  | 5   | 32  | 22  | 2   | 40  | 10   | 15  | 18  | 7   | 2219  | 6     | –     |       |
| 16 | Erik Jones           | 3   | 7    | 13  | 29  | 19   | 30   | 4   | 24  | 14  | 19  | 6   | 3    | 40   | 3    | 31  | 8   | 7    | 23   | 3   | 3   | 2   | 4    | 18  | 22  | 1   | 39  | 36  | 38  | 40  | 15  | 34  | 7   | 20   | 10  | 7   | 3   | 2194  | 22    | 5     |       |
| 17 | Daniel Suárez        | 33  | 10   | 17  | 23  | 13   | 10   | 3   | 8   | 18  | 12  | 11  | 14   | 18   | 8    | 4   | 17  | 24   | 40   | 8   | 19  | 24  | 17   | 5   | 8   | 11  | 11  | 20  | 9   | 34  | 14  | 32  | 32  | 31   | 3   | 15  | 14  | 846   | 100   | –     |       |
| 18 | Jimmie Johnson       | 9   | 24   | 19  | 8   | 17   | 24   | 5   | 10  | 12  | 33  | 14  | 6    | 8    | 19   | 15  | 12  | 4    | 3    | 30  | 30  | 152 | 19   | 34  | 19  | 16  | 35  | 11  | 10  | 9   | 8   | 38  | 10  | 38   | 34  | 14  | 13  | 835   | 121   | 1     |       |
| 19 | Paul Menard          | 29  | 14   | 15  | 17  | 20   | 15   | 19  | 6   | 10  | 16  | 17  | 24   | 14   | 18   | 13  | 22  | 21   | 16   | 11  | 13  | 18  | 18   | 15  | 23  | 9   | 10  | 14  | 27  | 16  | 12  | 16‡ | 18  | 21   | 20  | 12  | 17  | 777   | 33    | –     |       |
| 20 | Chris Buescher       | 37  | 9    | 18  | 16  | 16   | 21   | 20  | 22  | 22  | 30  | 23  | 10   | 6    | 14   | 16  | 16  | 18   | 17   | 10  | 15  | 16  | 13   | 14  | 17  | 12  | 15  | 18  | 31  | 18  | 36  | 20  | 13  | 12   | 19  | 16  | 16  | 729   | 34    | –     |       |
| 21 | Austin Dillon        | 16  | 21   | 20  | 21  | 10   | 11   | 14  | 14  | 6   | 14  | 19  | 17   | 34   | 37   | 262 | 24  | 10   | 33*2 | 35  | 32  | 19  | 31   | 13  | 34  | 10  | 12  | 12  | 22  | 23  | 18  | 6   | 20  | 22   | 13  | 24  | 8   | 700   | 86    | 2     |       |
| 22 | Matt DiBenedetto     | 28* | 26   | 21  | 28  | 18   | 20   | 26  | 12  | 24  | 31  | 20  | 36   | 39   | 17   | 21  | 4   | 27   | 8    | 16  | 5   | 17  | 6    | 20  | 2*  | 8   | 18  | 21  | 14  | 11  | 7   | 30  | 15  | 16   | 14  | 13  | 20  | 699   | 16    | –     |       |
| 23 | Ricky Stenhouse Jr.  | 13  | 18   | 6   | 13  | 14   | 25   | 16  | 33  | 16  | 25  | 33  | 11   | 5    | 32   | 19  | 21  | 12   | 24   | 12  | 36  | 21  | 15   | 28  | 33  | 33  | 31  | 26  | 15  | 17  | 16  | 9   | 16  | 15   | 40  | 19  | 19  | 679   | 72    | –     |       |
| 24 | Ty Dillon            | 6   | 25   | 29  | 15  | 27   | 13   | 21  | 151 | 21  | 171 | 22  | 28   | 23   | 27   | 22  | 27  | 35   | 4    | 26  | 16  | 29  | 30   | 11  | 20  | 20  | 13  | 16  | 26  | 15  | 23  | 10  | 22  | 24   | 18  | 20  | 24  | 613   | 20    | 2     |       |
| 25 | Daniel Hemric (R)    | 34  | 20   | 23  | 18  | 35   | 27   | 33  | 30  | 19  | 5   | 25  | 18   | 21   | 13   | 12  | 15  | 19   | 18   | 24  | 37  | 7   | 35   | 26  | 12  | 37  | 34  | 17  | 25  | 33  | 21  | 21  | 31  | 17   | 16  | 21  | 12  | 530   | 15    | –     |       |
| 26 | Ryan Preece (R)      | 8   | 35   | 25  | 34  | 23   | 16   | 22  | 25  | 20  | 3   | 28  | 25   | 31   | 23   | 25  | 29  | 28   | 32   | 21  | 21  | 37  | 36   | 7   | 18  | 22  | 16  | 27  | 30  | 21  | 19  | 18  | 12  | 19   | 23  | 26  | 25  | 507   | 3     | –     |       |
| 27 | Michael McDowell     | 5   | 37   | 30  | 36  | 24   | 31   | 15  | 28  | 36  | 40  | 24  | 26   | 22   | 20   | 27  | 25  | 20   | 13   | 25  | 17  | 25  | 16   | 22  | 37  | 38  | 17  | 24  | 21  | 12  | 24  | 5   | 24  | 23   | 25  | 30  | 26  | 485   | 15    | –     |       |
| 28 | Darrell Wallace Jr.  | 38  | 27   | 26  | 22  | 30   | 17   | 23  | 20  | 27  | 39  | 27  | 29   | 25   | 21   | 28  | 26  | 25   | 15   | 23  | 22  | 22  | 28   | 27  | 14  | 24  | 3   | 23  | 12  | 24  | 20  | 24  | 35  | 13   | 24  | 25  | 34  | 437   | 7     | –     |       |
| 29 | Corey LaJoie         | 18  | 29   | 27  | 26  | 31   | 33   | 28  | 34  | 26  | 11  | 29  | 22   | 12   | 36   | 23  | 32  | 30   | 6    | 28  | 23  | 26  | 34   | 21  | 24  | 36  | 19  | 28  | 29  | 27  | 28  | 7   | 28  | 18   | 38  | 35  | 31  | 401   | –     | –     |       |
| 30 | David Ragan          | 30  | 16   | 28  | 25  | 25   | 26   | 25  | 21  | 28  | 23  | 26  | 27   | 15   | 30   | 34  | 20  | 23   | 38   | 29  | 34  | 36  | 22   | 16  | 36  | 26  | 20  | 22  | 19  | 35  | 27  | 29  | 26  | 11   | 35  | 36  | 27  | 388   | –     | –     |       |
| 31 | Matt Tifft (R)       | 36  | 28   | 34  | 20  | 26   | 29   | 24  | 27  | 29  | 37  | 32  | 21   | 20   | 33   | 24  | 28  | 29   | 9    | 27  | 24  | 23  | 24   | 25  | 27  | 27  | 32  | 30  | 20  | 25  | 25  | 13  | 25  |      |     |     |     | 352   | –     | –     |       |
| 32 | Reed Sorenson        |     |      | 36  |     | 34   |      | 34  |     |     | 18  | 35  | 35   | 30   | 28   |     | 35  | 34   |      |     | 27  | 32  | 37   | QL  | 38  | 30  | 23  | 37  | 37  | 39  | 37  | 22  | 33  | 33   |     | 37  | 37  | 118   | –     | –     |       |
| 33 | Quin Houff           |     |      |     | 30  |      |      |     | 32  | 34  |     | 36  | 34   | 28   | 29   | 32  |     | 38   | 37   | 34  | 31  | 31  |      | 31  | 30  |     |     |     | 35  |     |     |     |     |      | 33  |     |     | 77    | –     | –     |       |
| 34 | Jamie McMurray       | 22  |      |     |     |      |      |     |     |     |     |     |      |      |      |     |     |      |      |     |     |     |      |     |     |     |     |     |     |     |     |     |     |      |     |     |     | 19    | –     | –     |       |
| 35 | Austin Theriault     |     |      |     |     |      |      |     |     |     |     |     |      |      |      |     |     |      |      |     | 35  | 34  |      | 32  |     |     |     |     | 32  |     |     | 35  |     |      |     |     |     | 17    | –     | –     |       |
| 36 | Andy Seuss           |     |      |     |     |      |      |     |     |     |     |     |      |      |      |     |     |      |      |     | 28  |     |      |     |     |     |     |     |     |     |     |     |     |      |     |     |     | 9     | –     | –     |       |
| 37 | Drew Herring         |     |      |     |     |      |      |     |     |     |     |     |      |      |      |     |     |      |      |     |     |     |      |     |     |     |     |     |     |     |     |     |     |      |     |     | 29  | 8     | –     | –     |       |
| 38 | Blake Jones          |     |      |     |     |      |      |     |     |     |     |     |      |      |      |     |     |      |      |     |     |     |      |     |     |     |     |     |     |     |     | 31  |     |      |     |     |     | 6     | –     | –     |       |
| 39 | Stanton Barrett      |     |      |     |     |      |      |     |     |     | 35  |     |      |      |      |     |     |      |      |     |     |     |      |     |     |     |     |     |     |     |     |     |     |      |     |     |     | 2     | –     | –     |       |
| 40 | Casey Mears          | 40  |      |     |     |      |      |     |     |     |     |     |      |      |      |     |     |      |      |     |     |     |      |     |     |     |     |     |     |     |     |     |     |      |     |     |     | 1     | –     | –     |       |
| Non eleggibile a ricevere punti validi per la classifica piloti |                      |     |      |     |     |      |      |     |     |     |     |     |      |      |      |     |     |      |      |     |     |     |      |     |     |     |     |     |     |     |     |     |     |      |     |     |     |       |       |       |       |
| Posizione | Pilota               | DAY | ATL  | LVS | PHO | CAL  | MAR  | TEX | BRI | RCH | TAL | DOV | KAN  | CLT  | POC  | MCH | SON | CHI  | DAY  | KEN | NHA | POC | GLN  | MCH | BRI | DAR | IND |     | LVS | RCH | CLT | DOV | TAL | KAN  | MAR | TEX | PHO | HOM   | Punti | Stage | Bonus |
| | Justin Haley         |     |      |     |     |      |      |     |     |     | 32  |     |      |      |      |     | 34  |      | 1    |     |     |     |      |     |     |     |     |     |     |     |     |     |     |      |     |     |     |       |       |       |       |
| | Brendan Gaughan      | 23  |      |     |     |      |      |     |     |     | 8   |     |      |      |      |     |     |      | 19   |     |     |     |      |     |     |     |     |     |     |     |     | 27  |     |      |     |     |     |       |       |       |       |
| | Tyler Reddick        | 27  |      |     |     |      |      |     |     |     | QL  |     | 9    |      |      |     |     |      |      |     |     |     |      |     |     |     |     |     |     |     |     |     |     |      |     |     |     |       |       |       |       |
| | Ross Chastain        | 10  | 31   | 33  | 27  | 28   | 34   | 29  | 29  | 30  | 26  | 30  | 31   | 36   | 24   |     | 33  | 26   | 30   | 31  | 25  | 30  | 27   | 29  | 26  | 28  | 22  | 31  | 36  | 22  | 31  | 12  | 27  | 29   | 31  | 28  | 35  |       |       |       |       |
| | Landon Cassill       | 24  | 34   | 32  | 33  | 29   | 28   | 30  | 26  | 35  | 34  | 31  | 37   | 37   | 31   | 29  | 31  | 31   | 11   | 32  | 26  | 28  | 29   | 30  | 25  | 25  | 40  | 29  | 28  | 28  | 26  | 14  | 37  | 26   | 27  | 33  | 28  |       |       |       |       |
| | J. J. Yeley          |     |      |     |     |      |      |     |     |     |     |     |      |      | 34   |     | 38  |      | 12   |     |     |     |      |     | 28  | 32  | 26  | 32  | 33  | 29  | 32  |     | 30  | 28   | 26  | 29  | 30  |       |       |       |       |
| | Parker Kligerman     | 15  | 30   | 31  |     |      |      | 27  |     |     | 27  |     |      | 26   |      |     | 30  |      | 31   |     |     |     | 26   |     |     |     | 36  |     |     | 26  |     | 15  | 29  |      | 22  |     |     |       |       |       |       |
| | B. J. McLeod         | 19  | 32   | 37  |     | 37   |      | 31  |     |     |     | 37  |      | 29   |      |     |     | 36   | 28   | 36  |     | 33  |      |     | 32  | 39  | 25  | 33  |     |     | 29  |     |     | 27   |     |     | 32  |       |       |       |       |
| | John Hunter Nemechek |     |      |     |     |      |      |     |     |     |     |     |      |      |      |     |     |      |      |     |     |     |      |     |     |     |     |     |     |     |     |     |     |      | 21  | 27  | 23  |       |       |       |       |
| | Jeffrey Earnhardt    |     |      |     |     |      |      |     |     |     | 22  |     |      |      |      |     |     |      |      |     |     |     |      |     |     |     |     |     |     |     |     |     |     |      |     |     |     |       |       |       |       |
| | Ryan Sieg            |     |      |     |     |      |      |     |     |     |     |     |      |      |      |     |     |      |      |     |     |     |      |     |     |     | 24  |     |     |     |     |     |     |      |     |     |     |       |       |       |       |
| | Bayley Currey        |     |      |     | 31  |      |      | 35  | 31  | 32  |     |     | 33   | 35   | 25   |     |     | 32   |      | 33  |     |     |      |     |     |     |     |     |     |     |     |     |     |      |     | 32  |     |       |       |       |       |
| | Matt Crafton         |     |      |     |     |      |      |     |     |     |     |     |      |      |      |     |     |      |      |     |     |     |      |     |     |     |     |     |     |     |     |     |     | 25   |     |     |     |       |       |       |       |
| | Joey Gase            | DNQ |      | 38  |     | 35   |      |     |     | 33  |     |     | 38   | 32   |      |     |     |      | 27   |     |     |     |      |     |     | 34  |     | 38  |     |     |     | 36  | 38  |      |     | 38  |     |       |       |       |       |
| | Garrett Smithley     |     | 36   |     |     | 36   |      | 32  |     |     |     |     |      |      |      | 30  |     |      |      |     |     |     |      | 35  |     | 35  | 28  | 35  |     | 36  | 33  |     | 34  | 32   | 36  | 31  |     |       |       |       |       |
| | Cody Ware            | 39  | 33   | 35  | 32  | 32   | 36   |     |     |     | 28  | 34  | 40   | 38   |      |     | 36  |      |      |     |     |     | 33   | 36  |     |     |     |     |     | QL  |     |     |     |      |     |     |     |       |       |       |       |
| | Joe Nemechek         |     |      |     |     |      |      |     |     |     |     |     |      |      |      |     |     |      |      |     |     |     |      |     |     | 31  |     | 34  |     | 31  | 30  |     |     |      | 29  | 34  | 38  |       |       |       |       |
| | Josh Bilicki         |     |      |     |     |      |      |     |     |     |     |     |      |      |      | 33  |     | 33   |      |     |     | 35  | 32   |     | 35  |     | 29  |     |     | 38  |     |     | 36  |      | 30  |     | 36  |       |       |       |       |
| | Timmy Hill           |     |      |     |     |      |      | 38  | 35  |     |     |     | 39   |      |      |     |     |      |      |     |     |     |      |     |     |     |     |     |     | 30  |     |     | 39  | 34   | 37  |     | 33  |       |       |       |       |
| | Jeb Burton           |     |      |     |     |      | 35   |     |     | 31  |     |     |      |      |      |     |     |      |      |     |     |     |      |     |     |     |     |     |     |     |     |     |     |      |     |     |     |       |       |       |       |
| | Kyle Weatherman      |     |      |     |     |      |      |     |     |     |     |     |      |      |      | 36  | QL  |      |      |     |     |     |      |     | 31  |     |     |     |     |     |     |     |     |      |     |     |     |       |       |       |       |
| | D. J. Kennington     |     |      |     |     |      | 32   |     |     |     |     |     |      |      |      |     |     |      |      |     |     |     |      |     |     |     |     |     |     |     |     |     |     |      |     |     |     |       |       |       |       |
| | Spencer Boyd         |     |      |     |     |      |      |     |     |     |     |     |      |      |      |     |     |      |      |     |     |     |      | 38  |     |     |     |     | 34  |     |     | 40  |     |      |     |     |     |       |       |       |       |
| | Gray Gaulding        |     |      |     |     |      |      |     | 36  |     |     |     |      |      |      |     |     |      |      |     |     |     |      |     |     |     |     |     |     |     |     |     |     |      |     |     |     |       |       |       |       |
| | Ryan Truex           | DNQ |      |     |     |      |      |     |     |     |     |     |      |      |      |     |     |      |      |     |     |     |      |     |     |     |     |     |     |     |     |     |     |      |     |     |     |       |       |       |       |
| Posizione | Pilota               | DAY | ATL  | LVS | PHO | CAL  | MAR  | TEX | BRI | RCH | TAL | DOV | KAN  | CLT  | POC  | MCH | SON | CHI  | DAY  | KEN | NHA | POC | GLN  | MCH | BRI | DAR | IND | LVS | RCH | CLT | DOV | TAL | KAN | MAR  | TEX | PHO | HOM | Punti | Stage | Bonus |       |
| ‡ – Dopo aver sofferto per un dolore al collo, Paul Menard non ha completato la gara e poco prima della bandiera rossa della domenica, è stato sostituito da Matt Crafton. Dato che Menard ha iniziato la gara gli è stata attribuita la sedicesima posizione. |                      |     |      |     |     |      |      |     |     |     |     |     |      |      |      |     |     |      |      |     |     |     |      |     |     |     |     |     |     |     |     |     |     |      |     |     |     |       |       |       |       |

### Classifica Costruttori
| Pos | Costruttore | Vittorie | Punti |
| --- | ----------- | -------- | ----- |
| 1   | Toyota      | 19       | 1318  |
| 2   | Ford        | 10       | 1268  |
| 3   | Chevrolet   | 7        | 1222  |